# Mérmű

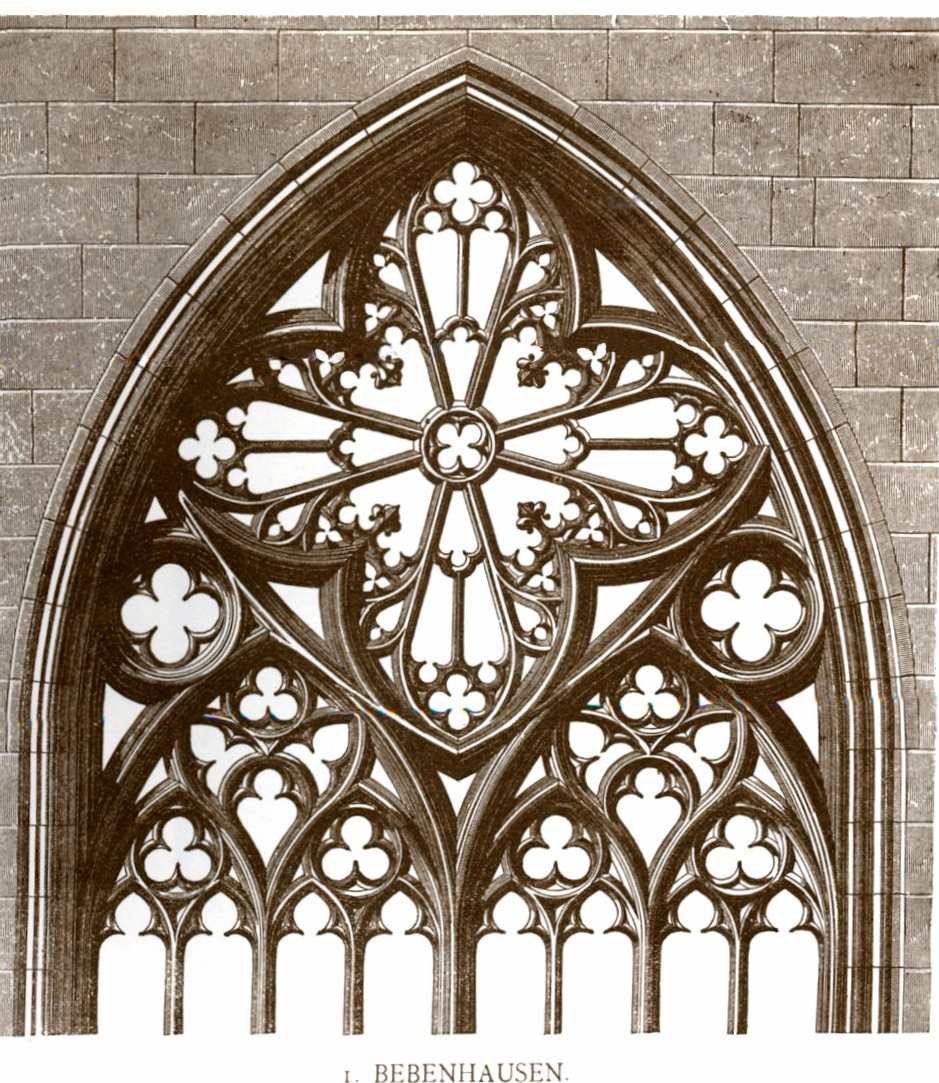
Mérmű a bebenhauseni kolostorban

A mérmű (a német Maßwerk szó tükörfordítása) körívekből alkotott, áttört geometrikus díszítmény, amely a gótikus építészetnek egyik jellemző díszítő eleme. Ha nem áttört, a neve vakmérmű. Rendszerint kőből készült és csúcsíves ablakok felső részét tölti ki, de igen gyakran szolgál teljes kör alakú nyilások könnyed díszítésére. A lényegét jobban kifejező kőrács vagy kőcsipke elnevezés nem honosodott meg nyelvünkben. Szerkezeti jelentősége, hogy igen nagy, levegős nyílásokban is némileg támasztja a vékony pilléreket, esztétikailag előnyösen elosztja a világító felületet, mérsékli a fény beömlését és ritmikusan osztja el a színes üveget. Filigrán hatása ellensúlyozza a nagy tömegeket.
A mérmű a gótika kedvelt eleme. A kor építészetében, majd kézműiparában (kerámia, ötvöstermékek) és festészetében is állandó motívummá vált. A mérművek formakincse (például ívháromszög, ívnégyszög, kör, lóhere, halhólyag) folyamatosan gazdagodott.

## A mérmű fajtái
- platereszk (spanyol, mór): a platereszk csipkézetben a kőberakás felülete nagyobb az üvegénél.
- függélyes csipkézet: a platereszk csipkézetből fejlődött ki az 1250-es években, de ebben már az üveg felülete a hangsúlyosabb és nagyobb. A függélyes csipkézet keskeny kőlapocskákból épül fel.

## Példák
- Mátyás-templom